# Клодобок
Клодобок (пол. Kłodobok, нім. Klodebach) — село в Польщі, у гміні Каменник Ниського повіту Опольського воєводства.
Населення — 297 осіб (2011).

## Демографія
Демографічна структура станом на 31 березня 2011 року:
|          | Загалом | Допрацездатний вік | Працездатний вік | Постпрацездатний вік |
| -------- | ------- | ------------------ | ---------------- | -------------------- |
| Чоловіки | 138     | 26                 | 97               | 15                   |
| Жінки    | 159     | 38                 | 76               | 45                   |
| Разом    | 297     | 64                 | 173              | 60                   |